# Siona
Siona (Sioni, Ceona, Zeona, Kokakañu ('hablemos'), Quenquejoyo, Pioche-Sioni, Ganteyabain, ), pleme tucanoan Indijanaca s rijeke Putumayo, río Piñuña Blanco i río Cuehembí. u južnokolumbijskom departmanu Putumayo, i manjim dijelom u susjednom Ekvadoru. Jezično su im srodni Coreguaje s rijeke río Orteguaza; Secoya (uključujući Angotero) s río Aguarico; Tetete s rio San Miguel i Aguarico; Macaguaje; i Orejon. Žive od agrikulture, lova i sakupljanja. Organizirani su po klanovima Yaiguaje, gente del jaguar (jaguarov narod); Maniguaje, (gente de la mojarra; narod ribe mojarra); Piaguaje, (gente del ají vrsta; ljute paprike); Ocoguaje, (gente del agua; narod vode); Payoguaje, (gente del mono maicero; vrsta majmuna, kapucin); i Amoguaje, (gente del armadillo; armadillov narod. Vrsta oklopljene životinje koju Brazilci zovu tatu).

## Vanjske poveznice
- Siona  Arhivirana inačica izvorne stranice od 19. srpnja 2008. (Wayback Machine)